# Mazda 6
El Mazda 6 o Mazda Atenza és un cotxe de tipus mid size fabricat per Mazda des del 2002. El nom Atenza només s'utilitza al mercat japonès i Mazda 6 o Mazda6 són les denominacions emprades a nivell mundial. Substitueix a l'anterior 626/Capella i del 2002 al 2006 s'han venut més d'1 milió d'unitats
Es fabrica a les plantes d'Hiroshima i Hofu, Japó; Flat Rock, Michigan (per al mercat de Nord-amèrica) i Bogotà, Colòmbia (per al mercat de Sud-amèrica). Rivals d'aquest model són el Ford Fusion, Toyota Camry, Honda Accord, Nissan Altima, Chevrolet Malibu i Saturn Aura.

## Primera generació (2002-2007)

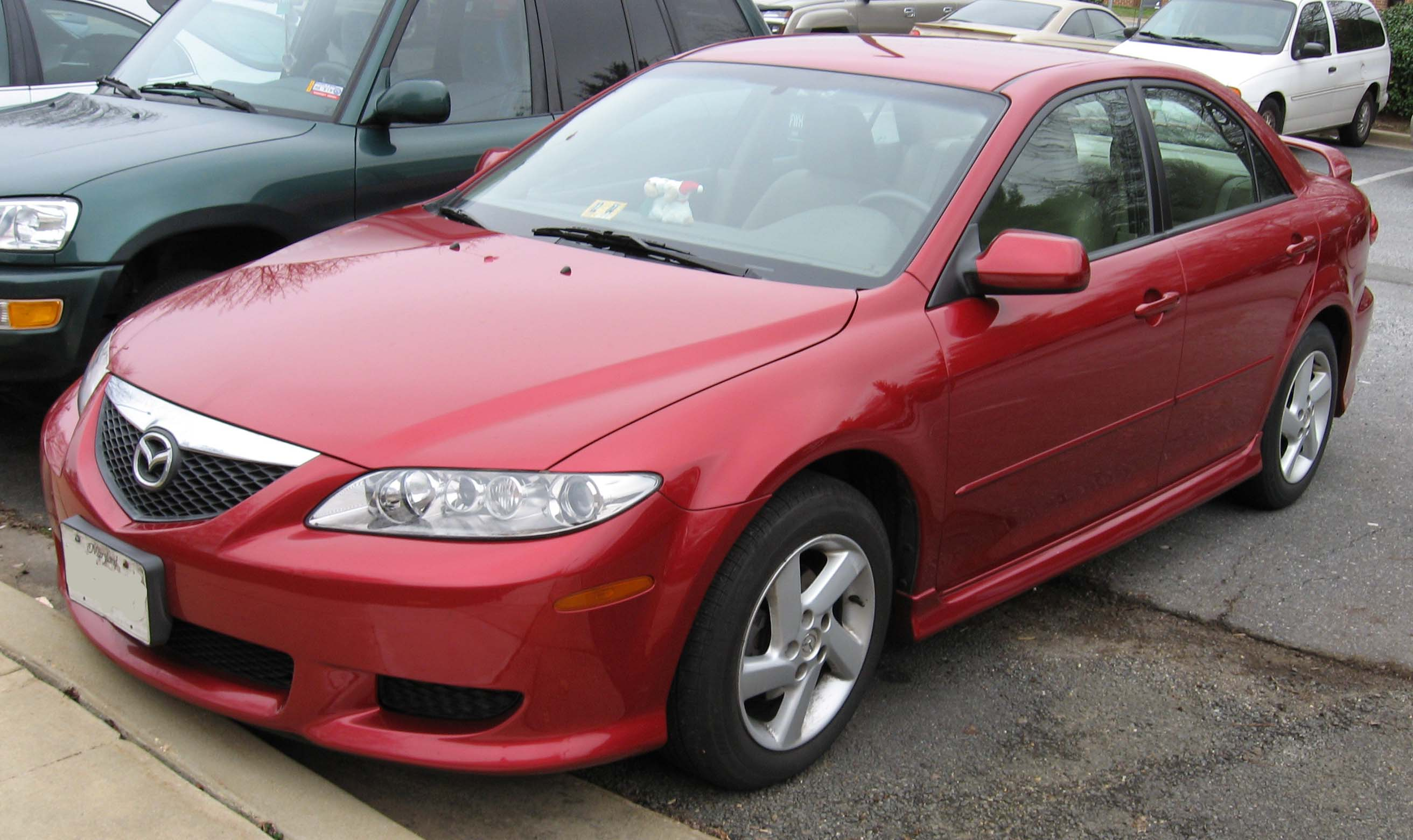
Mazda6 del 2003-2005

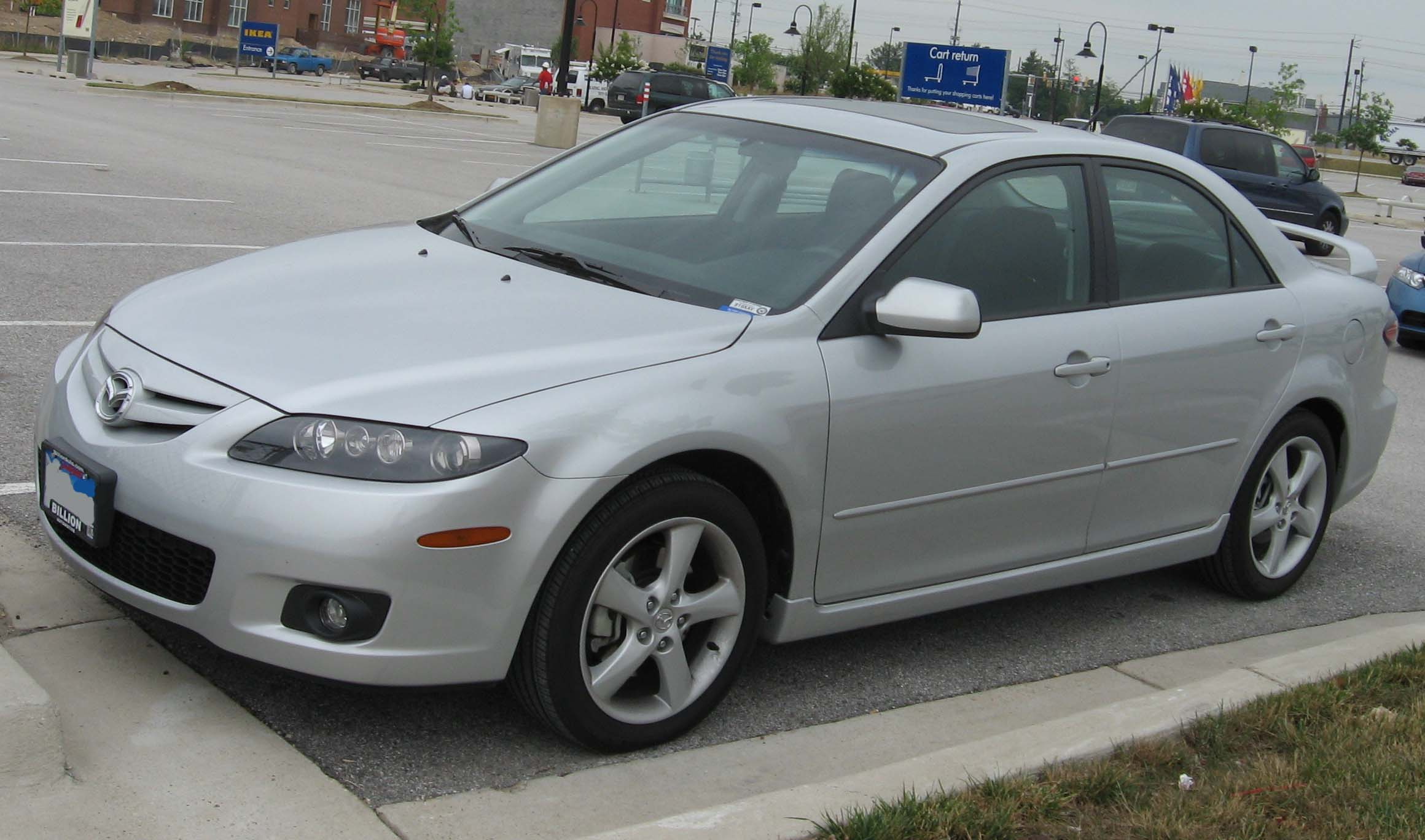
Mazda6s del 2006-2007

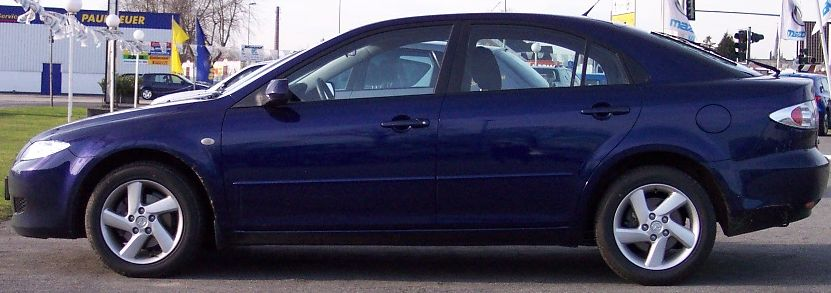
Mazda 6 europeu del 2005

El nou model de Mazda s'ofereix en 3 diferents carrosseries: sedan de 4 portes "Sport Sedan", liftback de 5 portes "5-Door" i station wagon "Sport Wagon" de 5 portes; tots ells, construïts sota la plataforma CD3 de Ford Motor Company, ja usada en el Ford Fusion, Mercury Milan, Lincoln MKX i Lincoln MKZ entre d'altres. A Nord-amèrica va arribar al 2003, oferint-se com a model 2003 als Estats Units i com a model 2004 al Canadà.
- Mides del Mazda6:
  - Batalla (Wheelbase): 2,675 m (105.3 in)
  - Llargada (Length): 4,745 m (186.8 in); 4,770 m (187.8 in, versió Station Wagon)
  - Amplada (Width): 1,781 m (70.1 in)
  - Alçada (Height): 1,440 m (56.7 in); 1,455 m (57.3 in, versió Station Wagon)
  - Capacitat del dipòsit: 64 l (17 galons EUA)
  - Capacitat del portaequipatges: 501 cm³ (16 cu. ft.)

Mecànicament s'ofereix amb un ampli ventall de motors: de gasolina, 1.8L MZR, 2.0L MZR, 2.3 L MZR i 3.0L MZI V6 (aquest últim, en alguns mercats s'ofereix amb la transmissió de 5 velocitats automàtica). En dièsel, el 2.0 MZR-CD turbodiesel (aquesta última s'ofereix a Europa associada a una transmissió de 6 velocitats estàndard.
En transmissions succeeix el mateix: 2 manuals de 5 i 6 velocitats i automàtiques que van de la 4 velocitats Sport automatic, 5 i 6 velocitats.
Des del 2005, a Nord-amèrica l'opció automàtica de 5 velocitats per als V6 desapareix a favor d'una automàtica de 6 velocitats i les versions de 4 cilindres reben l'automàtica de 5 velocitats. Setembre d'aquest mateix any per al mercat australià el Mazda6 rep canvis cosmètics que afecten en l'exterior, transmissions de 5 velocitats automàtica o 6 estàndard.
En alguns mercats, com l'europeu i el nipó, pot elegir-se amb tracció integral.

### Mazdaspeed6
El Mazdaspeed Atenza (Mazdaspeed6 a Nord-amèrica o Mazda 6 MPS a Europa i Austràlia) és una versió d'alt rendiment del Mazda6; utilitza un motor 2.3L MZR turbo d'injecció directa que desenvolupa 272 cv (la versió Europa es queda amb 260 cv).

## Segona generació (2007-)

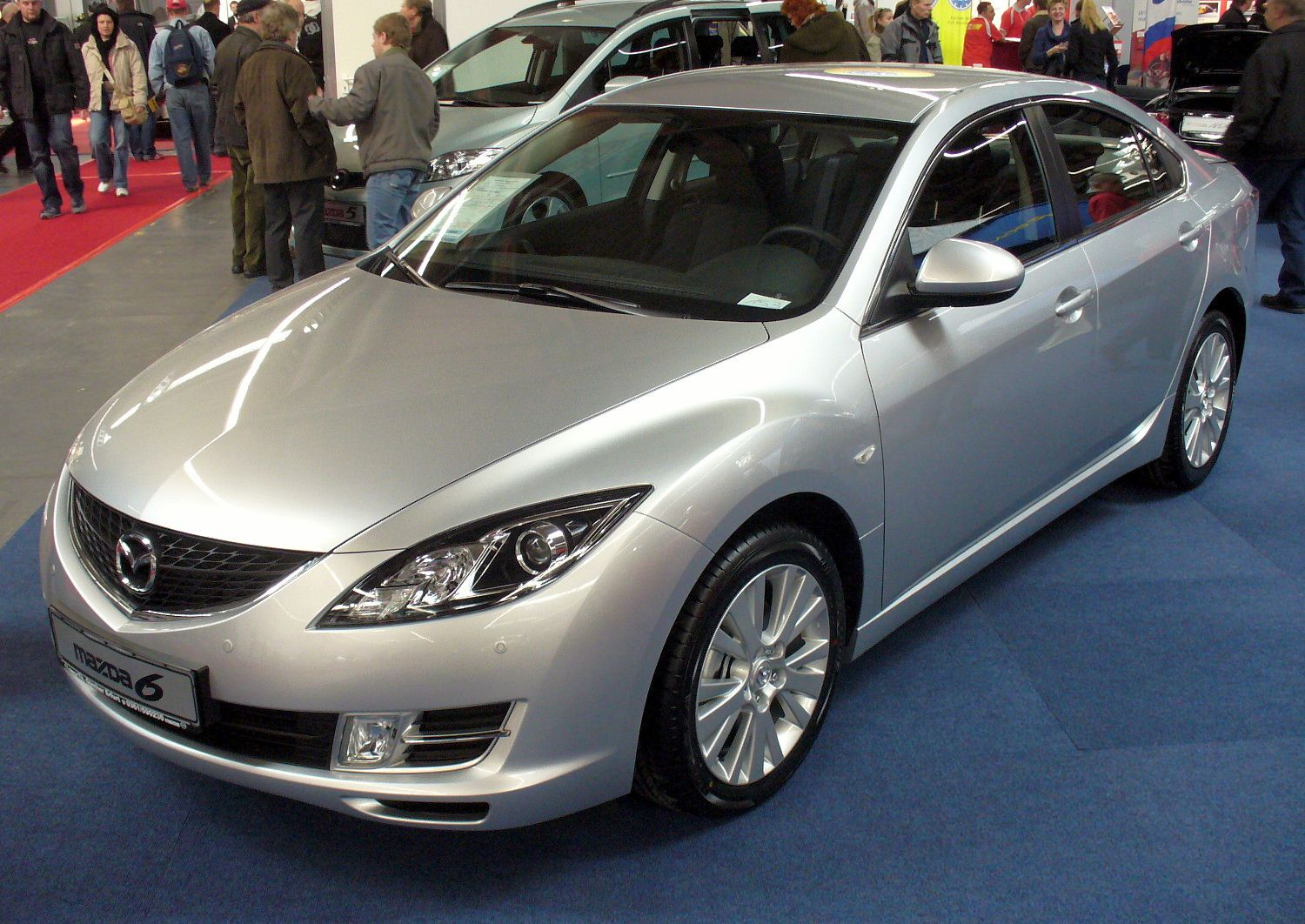
Mazda6 del 2008

El nou Mazda6 presenta un significant canvi estètic respecte de l'anterior (té unes línies semblants a les que podem trobar al Toyota Camry o Subaru Legacy; aquest nou disseny ofereix un coeficient de 0,27 Cx (0,28 per la versió Sport Wagon), el que ha permès reduir un 10% les emissions dels motors 1.8 i 2.0 respecte de l'anterior model. Tanmateix, segueix usant la mateixa plataforma que el model anterior, la CD3; les carrosseries es mantenen igual: 5 portes liftback, 4 portes sedan i 5 portes Station Wagon.
- Mides del Mazda6:
  - Batalla (Wheelbase): 2,725 m (107.3 in)
  - Llargada (Length): 4,735 m (186.4 in); 4,765 m (187.6 in, versió Station Wagon)
  - Amplada (Width): 1,795 m (70.7 in)
  - Alçada (Height): 1,440 m (56.7 in); 1,490 m (58.7 in, versió Station Wagon)
  - Capacitat del dipòsit: 64 l (17 galons EUA)

Capacitat del portaequipatges: 501 cm³ (16 cu. ft.)
Mecànicament, presenta algunes novetats, com 2 nous motors de gasolina i un motor dièsel revisat: Un nou 2.5L MZR L4 i un 3.7L MZI V6. El 2.0L MZR-CD turbodiesel rep millores de cara a reduir les emissions
En transmissions, s'oferirà en 2 opcions estàndard i automàtiques de 5 i 6 velocitats.